# Holografi (film)
Holografi er en dansk dokumentarfilm fra 1987 med instruktion og manuskript af Irene Werner Stage.

## Handling
Begrebet holografi dækker over en tredimensionel afbildning, hvor det rumlige, der ellers kun opfattes med øjet, overføres til hologrammet. Hologrammet fremstilles ved laserlys, og filmen viser eksempler på de i grunden enkle opstillinger til optagelser af et hologram.